# لف آرتسیموویچ
لف آرتسیموویچ (انگلیسی: Lev Artsimovich؛ زاده ۲۵ فوریهٔ ۱۹۰۹ درگذشته ۱ مارس ۱۹۷۳) یک فیزیک‌دان اهل روسیه بود.